# San Bartolomeo al Mare
San Bartolomeo al Mare là một đô thị ở tỉnh Imperia trong vùng Liguria, tọa lạc khoảng 90 km về phía tây nam của Genoa và khoảng 7 km về phía đông bắc của Imperia. Tại thời điểm ngày 31 tháng 12 năm 2004, đô thị này có dân số 3.068 người và diện tích là 10,9 km².
San Bartolomeo al Mare giáp các đô thị sau: Andora, Cervo, Diano Castello, Diano Marina, Diano San Pietro, và Villa Faraldi.